# 賣春防止法
《卖春防止法》（日语：／，昭和31年5月24日法律第118号），簡稱《賣防法》，是旨在防止性交易（即卖淫）的日本法律。根据该法第一条，规定对鼓励卖淫的行为进行处罚，同时对可能受品行或环境影响而提供性服务的女性采取辅导及保护更生的措施。该法于1957年4月1日开始施行，所有条文于次年4月1日完全生效。但由于当时冲绳县和小笠原诸岛不在日本实际管辖之下，因此在相关的政权移交完成之后，该法才得以在这两个地区生效。
随着该法的施行，半公开提供性服务的赤線地帶（日本對紅燈區的稱呼）于1958年废除。
该法在第一条说明了制定者的基本观点，即“卖春的行为损害作为人的尊严，违反性道德，同时破坏了社会的善良风俗”。

## 沿革
日本自江户时代起便存在公娼制度。1872年，明治政府曾颁布《艺娼妓解放令》（太政官布告第295号）尝试废除这一制度，但没有取得很好的效果。到1900年，在承认公娼制度的前提下，日本政府通过《娼妓取缔规则》对其进行了一定的限制，并在1908年决定取缔非官方的卖淫行为。
第二次世界大战后，盟军占领日本，当时的同盟国最高司令官总司令部要求废除公娼制度，《娼妓取缔规则》随后于1946年废止。日本在1947年颁布的波茨坦命令中包括了《使妇女卖淫者等处罚相关敕令》（日语：婦女に売淫をさせた者等の処罰に関する勅令，昭和22年勅令第9号），该敕令规定废除公娼制度。但由于取缔对象不包括“赤線地带”，公娼制度事实上仍然存在。除了全国有效的敕令外，日本部分自治体在同时期还设立了处罚卖淫行为本身的卖春取缔条例。此后，日本社会便讨论起是否应设置全国性禁止卖淫的法规以防止社会风纪紊乱。
卖春防止法的原型可追溯到1948年日本第2届国会上提出的《卖春等处罚法案》（日语：売春等処罰法案）。然而，议员们就该法案在处罚范围等方面并没有达成充分共识，法案本身也被认为过于严格，最终没能通过审议。随后，神近市子等女性议员在1953年至1955年的第15届、19届、21届和22届国会上每次都以议员立法的形式提出相同主题的法案，但每次都没能通过表决。第22届国会上，联合执政的日本民主党从反对派变成了赞成派，当时认为法案可以通过，但最终仍遭否决。另一方面，日本最高裁判所于1955年10月7日推翻了之前的判决，裁定与陪酒女业务有关的预支合同（日语：前借金契約）因有违公序良俗而无效，社会上不能容忍性交易行为的呼声也越来越高。
1956年，日本第24届国会在第4届参议院议员通常选举前开幕。自由民主党为争取之后选举中的女性选民票数而改变立场，在卖春对策审议会的报告中转为支持设立卖春防止法。法案于5月2日提交至国会，21日即获得通过。卖春防止法定于次年（1957年）4月1日开始施行，但对刑事处罚部分设置了1年的宽限期，该部分定于1958年4月1日开始生效。
法律通过后，赤線地带内的经营者开始接近自由民主党的国会议员并游说其撤回该法。作为对应，自由民主党在1957年5月设置了风纪卫生对策特别委员会（日语：風紀衛生対策特別委員会，简称）作为审议场所。赤線业者认为他们需要充足的宽限期和相应的国家补偿以转换行业，因此反对该法即时施行，要求延长宽限期。此外，日本全国范围内共计有63名市町村长、1名县议会议长、37名市町村议会议长、25名自由民主党支部长和151个商工会议所向自由民主党递交陈情书，认为应当延长该法完全实施前的宽限期。
此时，因造船丑闻事件调查失败而饱受指责的东京地检特搜部正计划通过打击花柳界业界团体之一的“日本全国性病预防自治会”（日语：全国性病予防自治会）来重新树立威信。特搜部人员在调查新宿二丁目的赤線业者时得到了宝贵资料——账簿。全国性病预防自治会事务局长随后于1957年10月2日遭到逮捕，12日理事长也被捕，检方称他们涉嫌向风纪卫生对策特别委员会成员行贿，此事件稱為卖春污职事件。风纪卫生对策特别委员会被逼入了事实上解散的境地。
卖春防止法的施行宽限期于1958年4月1日正式结束，此后仍经营性交易的业者将面临刑事处罚。
然而，这部法律未能在当时日本没有实际管辖的地区（即东京都小笠原诸岛和美国统治时期的冲绳）同时适用。该法于1968年6月26日在小笠原诸岛生效，冲绳县则在政权移交前的1970年开始执行该法部分条文并告知民众，最终于1972年5月15日冲绳返还后完全施行该法律。

## 定义与处罚对象
根据第二条，该法的“卖春”是指“在接受报酬，或有接受报酬之约定的情况下与不特定对象进行性交的行为”。
虽然上方表述的卖春行为连同以金钱换取性服务的行为都以该法第三条禁止，但是只进行了这些行为的人并不会受罚。这样做的理由在于该法立法者认为比起单纯的处罚，对提供性服务者进行救济显得更为必要。此外，单纯的性交易行为属于无被害人犯罪的一种，对此处以刑罚的做法可能会引发过于家长式作风的疑虑。相关行为的调查方法可能会在证据收集方面引发问题（例如透過非法证据排除法则排除）也是原因之一。
由于卖春的规定中包括“不特定对象”这一要件，因此如果发生性关系的对象是“特定对象”（比如情人或恋人），那么即使是在“接受报酬，或有接受报酬之约定”的情况下也不能构成卖春。
总体而言，该法处罚的行为包括如下几种：
1. 通过能引起公众注意的方法引诱他人购买性服务（拉皮条）等（第5条）
2. 介绍性服务提供者等（第6条）
3. 施加压力使他人提供有偿性服务的行为（第7条），以及对此收取报酬等（第8条）
4. 提供利益使他人提供有偿性服务的行为（第9条）
5. 签订以使他人提供有偿性服务为内容之合同的行为（第10条）
6. 提供性交易使用的场所等（第11条）
7. 组织卖淫（日语：管理売春）的行为（第12条）
8. 为性交易场所提供者或组织卖淫者提供所需资金的行为等（第13条）

## 辅导处分
对于犯下第五条所规定的引诱他人买春罪名的20岁以上女性，若其受到的处罚是缓刑或禁锢刑，则可根据该法第十七条对其附加辅导处分，将其收入妇人辅导院进行必要的辅导。此外，该法第三十四条规定各都道府县应当设置妇人相谈所，第三十六条指出可以以保护和更生为目的设置妇人保护设施。
然而随着收容人员的减少，截至2010年4月1日，仍然设有妇人辅导院的地区只剩下了东京都。

## 外部連結
- 売春防止法,(略)売防法